# 下関短期大学
下関短期大学（しものせきたんきだいがく、英語: Shimonoseki Junior College）は、山口県下関市桜山町1番1号に本部を置く日本の私立大学。1926年創立、1962年大学設置。大学の略称は下短。

## 概観

### 大学全体
- 山口県下関市に所在する日本の私立短期大学で、設置主体は学校法人河野学園[1]。
- 1962年に下関女子短期大学として開学[2]。当初は1学科体制だったが、後に増設により3学科[注 2]となっていたが、2001年度より再編により2学科[注 3]に縮小された。

### 建学の精神（校訓・理念・学是）
- 下関短期大学の教育理念は「温雅にして礼節を尊ぶ」となっている。
- 建学の精神は「正しき人間を生かせ、真実に生きよ」が建学の精神となっている。

### 教育および研究
- 下関短期大学は現在、栄養士を養成する栄養健康学科と保育者を養成する保育学科が設置されている。

### 学風および特色
- 下関短期大学は、1926年創立の河野高等技芸院を起源となっており、元は女子のみを対象とした短大となっていたが、2001年度入学生より共学となっている。

## 沿革

### 略歴
- 1926年
  - 4月1日 河野高等技芸学院が創設される[注 4]。
- 1940年
  - 下関河野高等家政女学校に改組。
- 1951年
  - 3月14日 学校法人が成立する[5]。
- 1962年
  - 1月20日 左記を以て文部省[注 5]より短期大学の設置が認可される[注 6]。
  - 4月1日 下関女子短期大学（しものせきじょしたんきだいがく）として以下の学科体制にて開学[注 7]。
    - 家政科 入学定員80名

  - 4月27日 第一回、入学式が挙行される[8]。
  - 5月1日 学生数[9]/定員
    - 家政科 32[注釈 1]/80
- 1963年
  - 5月1日 学生数[10]/定員
    - 家政科 71[注釈 1]/160
- 1964年
  - 4月1日 家政科を以下の通り専攻分離する[11][12]。
    - 家政専攻 入学定員40名[注釈 2]
    - 食物栄養専攻 入学定員40名[注釈 2]
- 1966年
  - 4月1日 以下の学科を増設する[14]。
    - 保育科 入学定員50名[注 8]

  - 5月1日 学生数[16]/定員
    - 家政科 173[注釈 1]/160
    - 保育科 55[注釈 1]/50
- 1967年
  - 4月1日 以下、入学定員増あり[注 9]。
    - 家政科食物栄養専攻 40→50
    - 保育科 50→100

  - 5月1日 学生数[20]/定員
    - 家政科 175[注釈 1]/170
    - 保育科 139[注釈 1]/150
- 1968年
  - 4月1日 以下の学科を増設する[注 10]。
    - 音楽科 入学定員50名[注 11]

  - 5月1日 学生数[24]/定員
    - 家政科 164[注釈 1]/180
    - 保育科 171[注釈 1]/200
    - 音楽科 32[注釈 1]/50
- 1970年
  - 5月1日 学生数[25]/定員
    - 家政科 126[注釈 1]/180
    - 保育科 133[注釈 1]/200
    - 音楽科 44[注釈 1]/100
- 1985年
  - 5月1日 学生数[26]/定員
    - 家政科 77[注釈 1]/180
    - 保育科 106[注釈 1]/200
    - 音楽科 78[注釈 1]/100
- 1986年
  - 5月1日 学生数[27]/定員
    - 家政科 103[注釈 1]/180
    - 保育科 117[注釈 1]/200
    - 音楽科 58[注釈 1]/100
- 1987年
  - 5月1日 学生数[28]/定員
    - 家政科 152[注釈 1]/180
    - 保育科 152[注釈 1]/200
    - 音楽科 52[注釈 1]/100
- 1989年
  - 4月1日 以下、学科及び専攻名を改称する[注 12]。
    - 家政科→生活科学科
      - 家政専攻→生活科学専攻

  - 5月1日 学生数[31]/定員
    - 生活科学科 95[注釈 1]/90
      - 家政科 96[注釈 1]/90

    - 保育科 164[注釈 1]/200
    - 音楽科 53[注釈 1]/100
- 1992年
  - 5月1日 学生数[注 13]/定員
    - 生活科学科 263[注釈 1]/180
    - 保育科 241[注釈 1]/200
    - 音楽科 90[注釈 1]/100
- 1999年
  - 5月1日 学生数[34]/定員
    - 生活科学科 91[注釈 1]/180
    - 保育科 130[注釈 1]/200
    - 音楽科 37[注釈 1]/100
- 2000年
  - 4月1日 以下の学科については、この年度で学生募集を最終とする[注 14]。
    - 生活科学科生活科学専攻
    - 音楽科[注 15]
- 2001年
  - 4月1日 下関短期大学と改称し、共学となる。なおかつ学科名以下の通りを改称。[注 16]。
    - 生活科学科食物栄養専攻→栄養健康学科
    - 保育科→保育学科
- 2010年
  - 4月1日 保育学科の入学定員を100→50に減員[注 17]。
- 2011年
  - 4月1日 栄養健康学科の入学定員を50→40に減員[注 18]。
- 2016年
  - 4月1日 栄養健康学科の入学定員を40→30に減員[注 19]。
- 2026年
  - 4月1日予定 栄養健康学科の募集停止[45]。

## 基礎データ

### 所在地
- 山口県下関市桜山町1番1号

### 交通アクセス
- サンデン交通「栄町」バス停留所で下車するのが最も便利だが、同バス停より徒歩5分程度はかかる距離がある。
- JR山陽本線下関駅から徒歩利用もできるが15分程度はかかる。

### 象徴
- ホームページほか右記資料も参照のこと[注 20]

## 教育および研究

### 組織

#### 学科
- 栄養健康学科 入学定員30名[1]
- 保育学科 入学定員50名[1]

##### 学科の変遷
- 家政科→生活科学科
  - 家政専攻→生活科学専攻 入学定員40名[注釈 3]
  - 食物栄養専攻→栄養健康学科
- 保育科→保育学科
- 音楽科 入学定員50名[注釈 3]

#### 専攻科
- なし

#### 別科
- なし

##### 取得資格について
資格
- 保育士：保育学科
- 栄養士：栄養健康学科

教職課程
- 幼稚園教諭二種免許状：保育学科
- かつては中学校教諭二種免許状の課程も設置されていた[注 21]。
  - 家庭;生活科学科生活科学専攻の学生が対象となっていた。
  - 音楽:音楽科学生が対象となっていた。

#### 附属機関
- 短期大学附属図書館

#### 研究
- 『下関短期大学紀要』[55]
- 『下関女子短期大学紀要』[56]

## 学生生活

### 部活動・クラブ活動・サークル活動
- 下関短期大学のクラブ活動
  - 体育系：卓球・バドミントン・テニス・バレーボール・ソフトボール・バスケットボールなどがある。
  - 文化系：写真・茶道・華道・美術・箏曲・園芸・書道・コーラス・ギターなどがある。

### 学園祭
- 下関短期大学の学園祭は、キャンパスの所在地にちなみ「桜山祭」と呼ばれ、2008年度は11月8日と9日に行われることになっている。テーマは「みんなで作ろう下短の輪ッハッハー！」となっている。健康栄養学科による研究発表や保育学科によるおもちゃ作品展が催される。過去には今井雅之によるトークショーが行なわれたことがある。

## 施設

### キャンパス
- 図書館
- 演習棟
- 体育館
- 河野記念館:本短大の創設者である「河野タカ」にちなんで名づけられたものとみられる。
- 音楽棟ほか

## 対外関係

### 他大学との協定
- ハワイ大学付属カピオラニコミュニティ短期大学との交流があった。

### 系列校
- 附属学校の欄を参照

## 社会との関わり
- 下関市主催の子育て支援ネットワーク「ちゃいるどねっと」講演会にて保育学科の学生が託児ボランティアに参加している。
- 栄養健康学科のスポーツサポートゼミナール学生が「山口国体広報ボランティア」に参加している。
- 2008年9月、栄養健康学科の学生が横浜市で開催された「国際栄養士会義」に参加している。

## 卒業後の進路について

### 編入学・進学実績
- これまでの実績では活水女子大学などがある。

## 附属学校
- 下関短期大学付属高等学校
- 下関短期大学付属第一幼稚園
- 下関短期大学付属第二幼稚園